# Beatriu I de Bigorra
Beatriu I († 1095) fou comtessa de Bigorra de 1080 a 1095, i filla de Bernat II de Bigorra, comte de Bigorra, i de Clemència.

## Biografia
Va succeir al seu germà Ramon II de Bigorra el 1080 i va reunir Bigorra i el Béarn, pel seu matrimoni amb el vescomte Cèntul V de Bearn. La unió va durar deu anys, ja que Cèntul fou assassinat a Tena el 1090. Gastó IV de Bearn, fill d'un primer matrimoni de Cèntul, el va succeir al Bearn, mentre que Beatriu va esdevenir comtessa i regent de Bigorra en nom del seu fill gran, Bernat III.
Ha de lluitar contra els habitants de Barèges (Varètja), que intentaven impedir-li l'accés a la vall, però va aconseguir sufocar la rebel·lió.

## Matrimoni i fills
Es va casar vers el 1079 amb Cèntul V de Bearn, vescomte de Bearn († 1090) i va donar a llum a:
- Bernat III († 1113), comte de Bigorra.
- Cèntul II († 1129), comte de Bigorra després del seu germà